# Castelverde
Castelverde (lombardul: Castegnin) település Olaszországban, Lombardia régióban, Cremona megyében. Lakosainak száma 5560 fő (2023. január 1.). Castelverde Casalbuttano ed Uniti, Cremona, Olmeneta, Paderno Ponchielli, Persico Dosimo, Pozzaglio ed Uniti és Sesto ed Uniti községekkel határos.

## Népesség
A település lakossága az elmúlt években az alábbi módon változott:
| Lakosok száma | 5790 | 5715 | 5685 | 5560 |
|               | 2013 | 2017 | 2018 | 2023 |